# File system MINIX
Minix file system è il file system nativo del sistema operativo Minix. Scritto da Andrew S. Tanenbaum negli anni '80, puntava a replicare la struttura del file system Unix ma in modo semplificato e con lo scopo di essere uno strumento didattico. Cadde in disuso tra gli utenti Linux nel 1994 grazie alla popolarità di altri filesystem che si stavano affermando sulla scena - in particolare ext2 - e a causa delle sue limitate funzioni.

## Storia
MINIX è stato un sistema operativo Unix-like scritto da zero da Andrew S. Tanenbaum il cui codice sorgente poteva essere utilizzato liberamente. Il file system Minix è stato pensato e progettato per questo sistema operativo. Questo file system replica la struttura di un tipico file system Unix ma in modo più semplice e limitato per mantenere lo scopo principale per cui era nato MINIX: essere uno strumento didattico.
Quando Linus Torvalds iniziò a scrivere il kernel Linux (1991), stava lavorando su una macchina che eseguiva MINIX e ne adottò il file system. Tale scelta si rivelò in breve tempo limitante in quanto la lunghezza dei nomi dei file non poteva superare i 14 caratteri (30 nelle versioni successive), le partizioni potevano avere dimensione massime di 64 megabyte  e non era in grado di offrire prestazioni adatte a un moderno file system. L'implementazione originale del file system era a thread singolo mentre l'implementazione Linux era multi-threading.
Nel 1992, per superare tutte le criticità del file system Minix, venne sviluppato il file system esteso (ext). Ma fu solo con la seconda versione, ext2, che Linux ottenne un file system di livello enterprise. Già nel 1994 il file system Minix veniva "scarsamente utilizzato" tra gli utenti Linux che adottarono altri file system.